# Thomas Bristow
Thomas Richard Martin Bristow, född 15 november 1913 i Dudley, död 31 juli 2007 i Estepona, var en brittisk roddare.
Bristow blev olympisk silvermedaljör i fyra utan styrman vid sommarspelen 1936 i Berlin.